# Claude Cousineau
Pour les articles homonymes, voir Cousineau.
Claude Cousineau, né le 20 février 1950 à Montréal, est un enseignant et homme politique québécois.
Député du Parti québécois, il représente la circonscription de Bertrand à l'Assemblée nationale du Québec de 1998 à 2018. Il est vice-président de l'Assemblée lors de la 40e législature du Québec.

## Biographie
Né le 20 février 1950 à Montréal, Claude Cousineau est le fils de Maurice Cousineau, employé des transports municipaux, et de Gracia Lachapelle. Il détient un baccalauréat en sciences pures (biologie moléculaire et cellulaire) de l'Université du Québec à Montréal. Il est enseignant de 1975 à 1985, puis de 1985 à 1988 responsable pédagogique au Collège Charles-Lemoyne, une école privée de Longueuil. Par la suite, il est directeur des services éducatifs (1988-1996) puis directeur général (1996-1998) de l'Académie Laurentienne, une autre école privée située à Val-Morin.

### Carrière politique
Il est conseiller municipal (1982), puis maire (1989-1998) de Sainte-Lucie-des-Laurentides. Il est aussi préfet de la MRC des Laurentides de 1996 à 1998. 
Lors des élections provinciales de 1998, il est élu à l'Assemblée nationale du Québec en tant que député péquiste dans Bertrand. Il est réélu en 2003, en 2007, en 2008, en 2012 et en 2014. Il occupe divers postes d'adjoint parlementaire dans les gouvernements Bouchard et Landry. Il est notamment adjoint parlementaire à la ministre d'État aux Affaires municipales et à la Métropole de janvier 1999 à mars 2001, au ministre d'État à la Santé et aux Services sociaux de mars 2001 à mars 2002, à la vice-première ministre, ministre d'État à l'Économie et aux Finances et ministre de la Recherche, de la Science et de la Technologie du 12 mars au 25 septembre 2002 et à la ministre d'État à l'Économie et aux Finances et ministre des Finances, de l'Économie et de la Recherche de septembre 2002 à avril 2003. 
Une fois dans l'opposition à partir de 2003, il est porte-parole de l'opposition officielle successivement dans les domaines du tourisme, de la recherche, de la science et de la technologie, puis de l'innovation. À partir de l'élection de 2007, il est porte-parole du deuxième groupe d'opposition en matière de transports, puis de recherche, de développement et d'innovation technologique et enfin en matière d'affaires municipales.
De janvier 2009 à septembre 2010, il est vice-président de la Commission des finances publiques, puis vice-président de la Commission des relations avec les citoyens d'octobre 2010 à août 2012. Il est le deuxième vice-président de l'Assemblée nationale du 30 octobre 2012 au 20 mai 2014. Il est ensuite président de la Commission de l'économie et du travail de juin 2014 à octobre 2016, et vice-président de la Commission de l'aménagement du territoire du 16 février au 8 décembre 2017.
Il quitte la vie politique en 2018, à la fin de la 41e législature.